# Journal of Vertebrate Paleontology
Journal of Vertebrate Paleontology (JVP) fue fundada en 1980 en la Universidad de Oklahoma por el  Jiri Zidek. Es una revista científica que publica trabajos científicos originales sobre todos los aspectos de la paleontología de los vertebrados, incluidos los orígenes de los vertebrados, la evolución, morfología funcional, la taxonomía, bioestratigrafía, paleoecología, paleobiogeografía, y la paleoantropología.